# Europese weg 5
De Europese weg 5, E5 of E-5 is een Europese weg die loopt van Greenock in Centraal-Schotland tot Algeciras in Spanje. Het is een van de noord-zuidverbindingen vanuit Groot-Brittannië via Frankrijk naar Spanje. Sommige trajecten zijn autosnelweg, andere delen een autoweg zonder gescheiden rijbanen.

## Algemeen
De Europese weg 5 is een Klasse A Noord-Zuid-referentieweg en verbindt het Britse Greenock met het Spaanse Algeciras. De weg is door de UNECE als volgt vastgesteld:
| Verenigd Koninkrijk - Greenock - Glasgow - Gretna - Carlisle - Penrith - Preston - Warrington - Birmingham - Newbury - Southampton Vervolgens met de veerboot naar |  | Frankrijk - Le Havre - Parijs - Orléans - Tours - Poitiers - Bordeaux Spanje - San Sebastian - Burgos - Madrid - Córdoba - Sevilla - Cádiz - Algeciras |

## Traject

### Verenigd Koninkrijk
De E5, die in het Verenigd Koninkrijk niet wordt aangegeven, begint in het Schotse Greenock, waar de weg via de A8 en M8 naar Glasgow gaat en vandaaruit de M74, A74(M) en M6 volgt tot aan Birmingham, waar de weg kort over de M42 gaat om op de M40 uit te komen. Bij Bicester wordt afrit 9 genomen, de A34 op. Bij Winchester wordt de weg vervolgt via de M3, die naar Southampton loopt. In het nabijgelegen Portsmouth kan een veerboot worden genomen naar Le Havre.

### Frankrijk
De weg loopt vanuit Le Havre over de N282 en A131 om zo op de A13, die naar Parijs loopt, uit te komen. In Parijs wordt de binnenste ringweg, de Boulevard Périphérique, gevolgd en hierna gaat de E5 kort verder over de A6a om vervolgens tot aan Bordeaux de A10 te volgen. Vanaf hier worden de ring A630 om Bordeaux en de A63 tot aan de Spaanse grens gevolgd.

### Spanje
In Spanje begint de E5 bij de Franse grens op de AP-8, die later wordt opgevolgd door de AP-1 bij Vitoria-Gasteiz. Van Burgos tot Madrid wordt de E5 gevormd door de AP-1, waarna de ring M-40 wordt gevolgd. Hierna loopt de weg verder naar het zuiden met de A-4 via onder andere Sevilla. Bij Dos Hermanas wordt dit als de AP-4 een tolweg tot aan Cádiz, vanwaar de A-4 en A-48 worden gevolgd. Bij Vejer de la Frontera gaat deze weg over in de N-340 die doorloopt tot de eindbestemming, Algeciras.

## Nationale wegnummers
De E5 loopt over de volgende nationale wegnummers:
| Verenigd Koninkrijk | Verenigd Koninkrijk                |
| ------------------- | ---------------------------------- |
| A8                  | Greenock - Bishopton               |
| M8                  | Bishopton - Glasgow                |
| M74                 | Glasgow - Abington                 |
| A74(M)              | Abington - Gretna                  |
| M6                  | Gretna - Birmingham                |
| M42                 | Birmingham - Hockley Heath         |
| M40                 | Hockley Heath - Bicester           |
| A34                 | Bicester - Winchester              |
| M3                  | Winchester - Southampton           |
| Frankrijk           |                                    |
|                     | Le Havre - Gonfreville-l'Orcher    |
|                     | Gonfreville-l'Orcher - Bourneville |
|                     | Bourneville - Parijs               |
| geen                | Boulevard Périphérique (Parijs)    |
| a                   | Parijs                             |
|                     | Parijs - Bordeaux                  |
|                     | Ringweg Bordeaux                   |
|                     | Bordeaux - Spanje                  |

| Spanje   | Spanje                              |
| -------- | ----------------------------------- |
|          | Frankrijk - Eibar                   |
|          | Eibar - Vitoria-Gasteiz             |
| A-1      | Vitoria-Gasteiz - Miranda de Ebro   |
|          | Miranda de Ebro - Burgos            |
| A-1      | Burgos - Madrid                     |
| M-40     | Ringweg Madrid                      |
| A-4      | Madrid - Sevilla                    |
| A-4SE-30 | Ringweg Sevilla                     |
| A-4      | Sevilla - Dos Hermanas              |
|          | Dos Hermanas - Cádiz                |
| A-4      | Cádiz - San Fernando                |
| A-48     | San Fernando - Vejer de la Frontera |
| N-340    | Vejer de la Frontera - Algeciras    |

## Aansluitingen op andere Europese wegen
Tijdens de route komt de E5 de volgende Europese wegen tegen:
- De E16, die van Greenock tot Glasgow, beide in het Verenigd Koninkrijk, hetzelfde traject volgt
- De E18, die van Gretna tot Carlisle, beide in het Verenigd Koninkrijk, hetzelfde traject volgt
- De E20 bij Warrington, Verenigd Koninkrijk
- De E22 bij Warrington, Verenigd Koninkrijk
- De E24 bij Birmingham, Verenigd Koninkrijk
- De E30 bij Newbury, Verenigd Koninkrijk
- De E44 bij Le Havre, Frankrijk
- De E46, die van Bourneville tot Rouen, beide in Frankrijk, hetzelfde traject volgt
- De E402, die van Bourg-Achard tot Rouen, beide in Frankrijk, hetzelfde traject volgt
- De E19 bij Parijs, Frankrijk
- De E54 bij Parijs, Frankrijk
- De E15 bij Parijs, Frankrijk en Algeciras, Spanje
- De E50, die van Parijs tot Ponthévrard, beide in Frankrijk, hetzelfde traject volgt
- De E60, die van Artenay tot Tours, beide in Frankrijk, hetzelfde traject volgt
- De E9 bij Orléans, Frankrijk
- De E502 bij Tours, Frankrijk
- De E604 bij Tours, Frankrijk
- De E62 bij Poitiers, Frankrijk
- De E601 bij Niort, Frankrijk
- De E602 bij Saintes, Frankrijk
- De E603 bij Saintes, Frankrijk
- De E606, die van Saint-André-de-Cubzac tot Bordeaux, beide in Frankrijk, hetzelfde traject volgt
- De E70, die van Bordeaux, Frankrijk tot Vitoria-Gasteiz, Spanje, hetzelfde traject volgt
- De E72 bij Bordeaux, Frankrijk
- De E80, die van Bayonne, Frankrijk tot Valladolid, Spanje, hetzelfde traject volgt
- De E90 bij Madrid, Spanje
- De E901 bij Madrid, Spanje
- De E1 bij Sevilla, Spanje
- De E803 bij Sevilla, Spanje